# باول بي. هيغينبوثمان
باول بي. هيغينبوثمان (بالإنجليزية: Paul B. Higginbotham)‏ هو محامي وقاضي أمريكي، ولد في 14 أكتوبر 1954.